# Anodendron paniculatum
Anodendron paniculatum är en oleanderväxtart som först beskrevs av William Roxburgh, och fick sitt nu gällande namn av A. Dc.. Anodendron paniculatum ingår i släktet Anodendron och familjen oleanderväxter. Inga underarter finns listade i Catalogue of Life.